# アルカリ電解質形燃料電池
アルカリ電解質形燃料電池 (AFC, Alkaline Fuel Cell) は、水酸化物イオンをイオン伝導体とし、アルカリ電解液を用いた燃料電池である。

アルカリ電解質形燃料電池のダイアグラム:1. 水素 2. 電子の流れ 3. 負荷
4. 酸素 5. 陰極（カソード） 6. 電解質 7. 陽極（アノード） 8. 水
9. 水酸化物イオン

非常に優れた性能を持ちアポロ計画やスペースシャトルに活用されたが、空気中・燃料中の二酸化炭素で著しく劣化するため地上では実用化されていない。

## 長所
- 常温で動作可能
- 効率が高い：固体高分子形燃料電池の2倍以上、70 %にも達する。
- 貴金属を使わない

## 短所
- 二酸化炭素で著しく劣化する

## 反応
正極（アノード）: {\displaystyle {\ce {H2 + 2OH^- -> 2H2O + 2e^-}}}
負極（カソード）: {\displaystyle {\ce {O2 + 2H2O + 4e^- -> 4OH^-}}}
固体高分子形燃料電池が水素イオン H+ を用いるのと異なり、水酸化物イオン OH− を用いるところが特徴。

## 電解質
電解質には水酸化カリウム (KOH) などのアルカリ溶液を用いる。これが二酸化炭素と反応してしまうことで劣化する。
{\displaystyle {\ce {CO2 + 2KOH -> K2CO3 + H2O}}}
これを解決する方法として電解液を定期的に交換する方法がある（流動形電解質）。交換機能を持たないものを静止形電解質という。
しかし、電解液の流路を確保するため大きく複雑になる他、負極の孔を塞ぐ炭酸塩を取り除くことは出来ない。
また炭酸塩は電極の防水層を徐々に劣化させ、構造劣化、電極の漏水を引き起こす。
他には、二酸化炭素を吸収しない固体電解質を用いる方法、事前に水酸化カリウムなどと空気を接触させることで二酸化炭素を除去する方法が研究されている。

## 派生系
同じくアルカリ電解質を用いた燃料電池に直接水素化ホウ素燃料電池、直接水素化金属燃料電池がある。